# Skauch
Skauch – płyta EP stworzona przez szwedzki punkrockowy zespół Millencolin. Płyta wydana została 23 lipca 1994, a piosenki z tej płyty (poza "The Einstein Crew") zostały umieszczone również w albumie kompilacyjnym z 1999 roku The Melancholy Collection. Początkowo był tworzony jako singel do albumu Tiny Tunes, lecz zespół zdecydował nagrać covery innych piosenek i włączyć je do albumu.
Okładka albumu to żółty ptak, który pokazywany jest również na następnych albumach oraz teledyskach. Okrągłe logo "Millencolin Skauch" w prawym górnym rogu to podróbka loga skateboardingowej firmy Foundation.
Zespół wykonał interesującą zmianę w tekście piosenki "Knowledge". W oryginale na końcu piosenki zespołu Operation Ivy są słowa "And that's fine!". W tej wrsji jednak Nikola zamienia słowo "that's" na coś brzmiącego jak "Hansley's". Na koncercie podczas festiwalu Hultsfred Festival w 2000 i 2002 zamienił to na "Hultsfred's".
Utwór "That's Up To Me" zamykany jest kawałkiem "Are you sleeping?" granym na mirlitonie, po którym publiczność bije brawo, a muzyk mówi "Tack", co oznacza po szwedzku "Dzięki".

## Lista utworów
1. "The Einstein Crew" – 3:07
2. "Yellow Dog" – 2:58
3. "Knowledge" (cover Operation Ivy) – 1:31
4. "A Whole Lot Less" (cover Sub Society) 1:55
5. "Coolidge" (cover The Descendents) (MP3) – 2:24
6. "That's Up To Me" (cover Scumback) – 2:00